# Calineczka (film 1992)
Calineczka (ang. Thumbelina) – amerykańsko-japoński film animowany z 1992 roku w reżyserii Masakazu Higuchi i Chinami Namba na podstawie baśni Hansa Christiana Andersena o tym samym tytule. W Polsce film był wydany na VHS i DVD.

## Fabuła
Dziewczynka nie większa od ludzkiego kciuka zostaje wysłana z misją na łąkę. Musi poinformować księcia o pękniętej tamie, która zagraża bezpieczeństwu wszystkich Małych Ludzi urodzonych w kwiatach na łące. W trakcie podróży dziewczynka postanawia się zdrzemnąć. Wtedy zostaje zabrana przez staruszkę do domu samotnej kobiety. Widząc wzrost maleńkiej dziewczynki kobieta nadaje jej imię Calineczka. W nocy dziewczynka zostaje porwana przez ropucha, później zabiera ją chrabąszcz, następnie Calineczka spotyka polną mysz i kreta. Ocalała przez jaskółkę trafia na łąkę, gdzie znajduje przystojnego księcia elfów.

## Wersja polska
W wersji polskiej udział wzięli:
- Renata Berger
- Anna Bielańska
- Hanna Kinder-Kiss
- Beata Kowalska
- Małgorzata Maślanka
- Jan Kulczycki
- Grzegorz Pawlak
- Piotr Plebańczyk
- Radosław Popłonikowski
- Krzysztof Zakrzewski

Opracowanie i udźwiękowienie wersji polskiej: En-Be-Ef Warszawa
Dystrybucja na terenie Polski: Cass Film